# Kalendarium historii Opola
Kalendarium historii Opola

## Historia

### IX – XV wiek
- ok. 950–980 – powstanie Opola

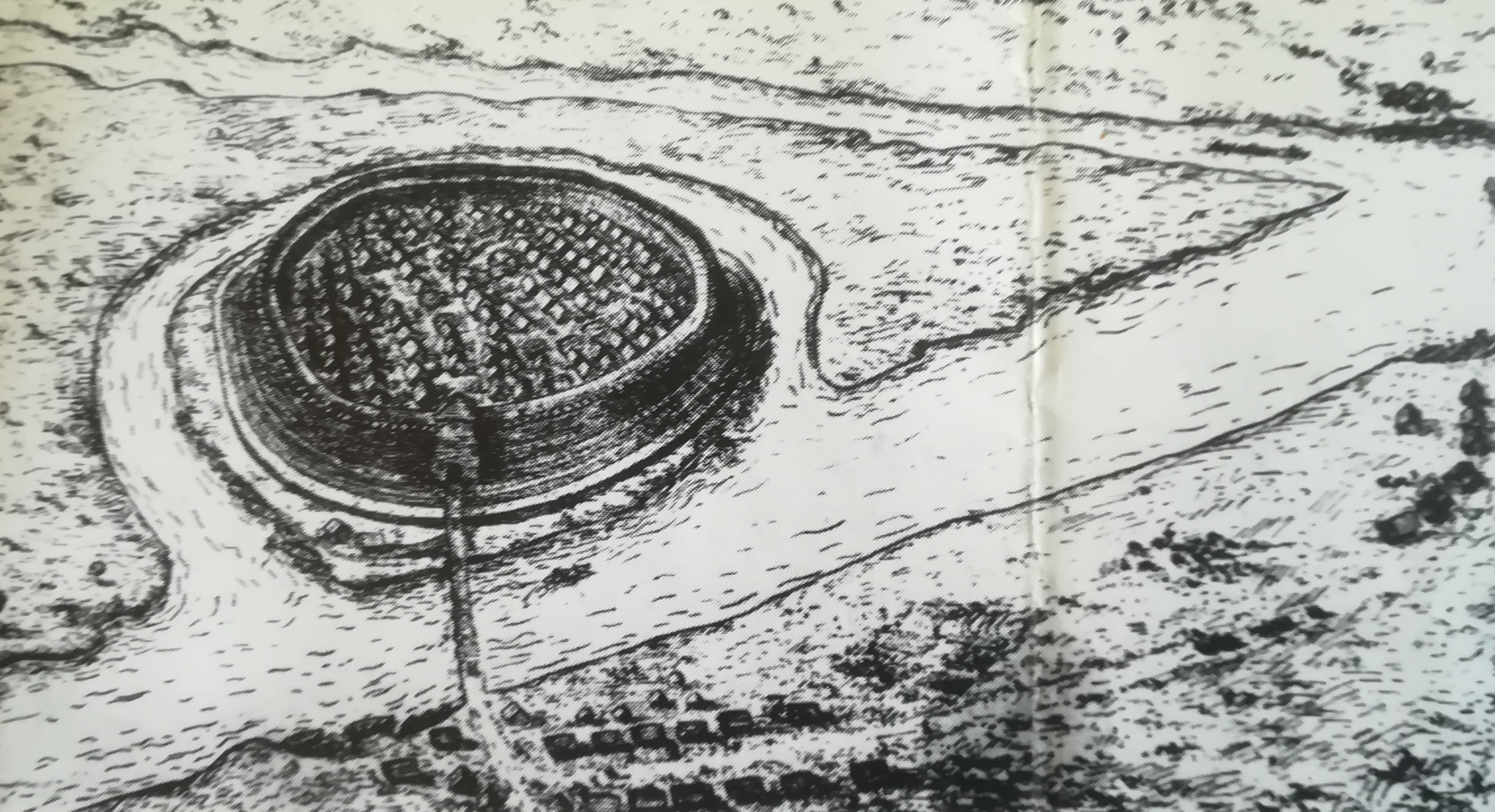
Rekonstrukcja grodu opolskiego z X-XII wieku

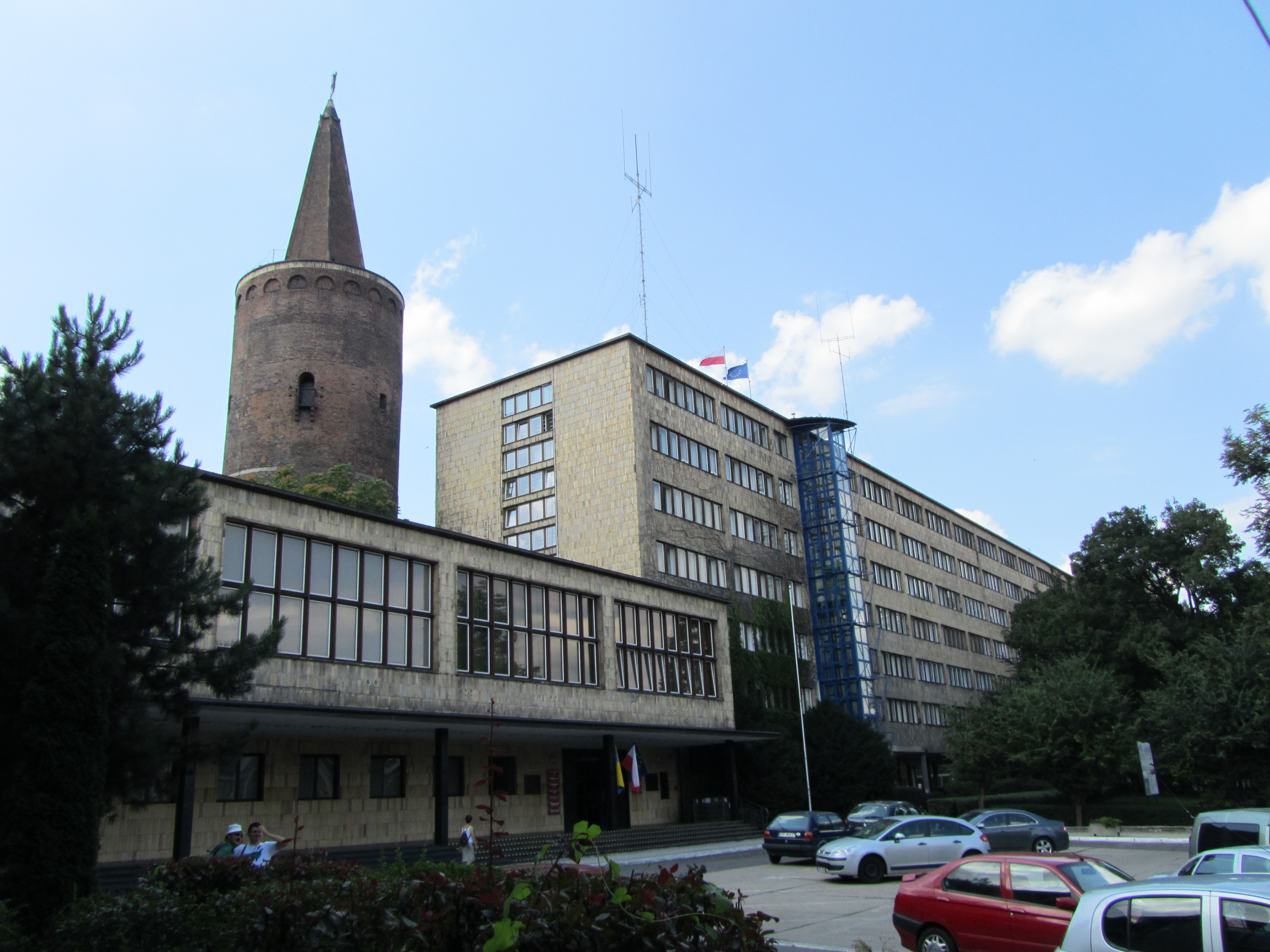
Wieża Piastowska (ok. 1300) – pozostałość po Zamku Piastowskim, w sąsiedztwie gmachu Urzędu Wojewódzkiego w Opolu (1934)

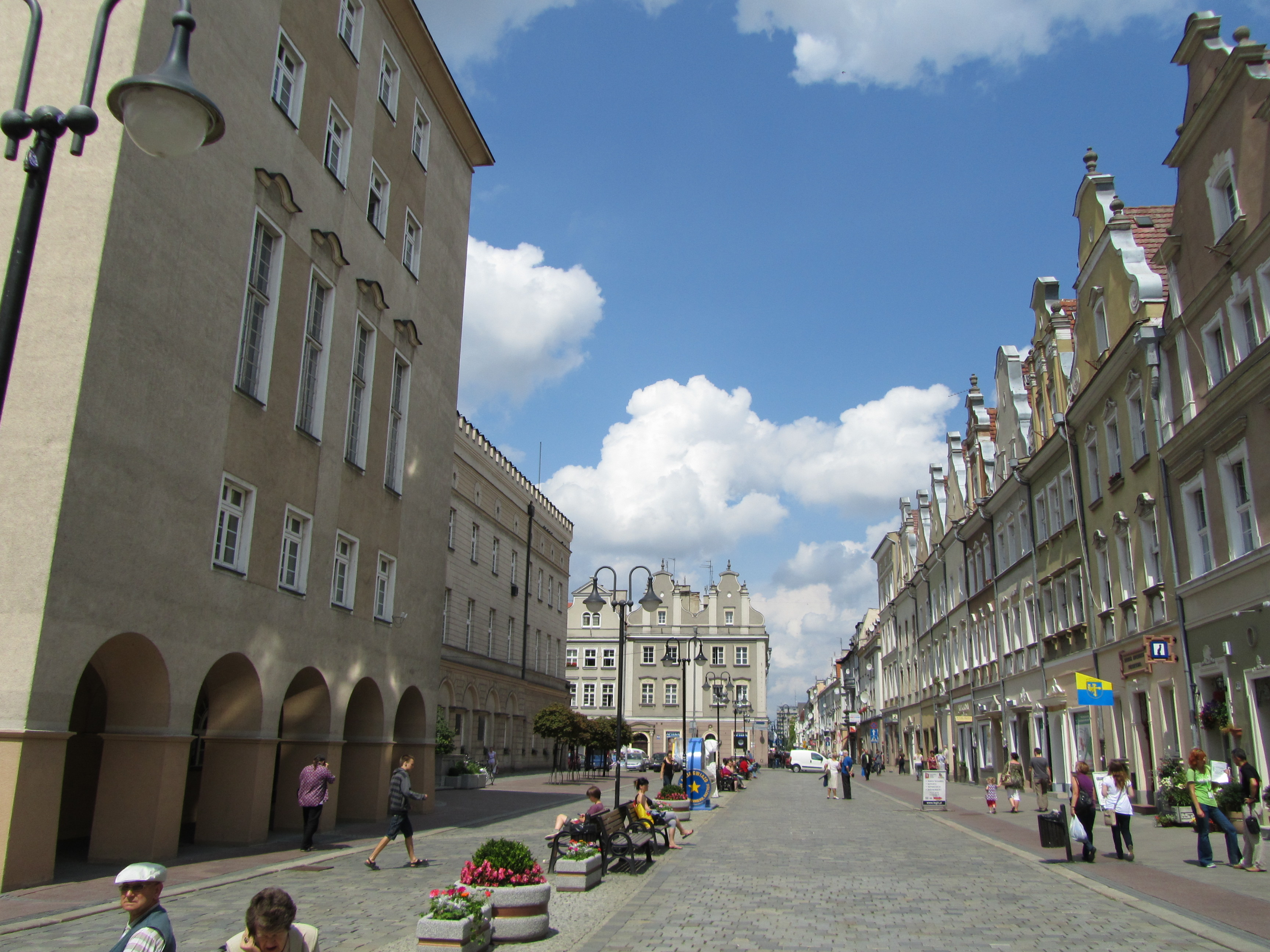
Rynek w Opolu

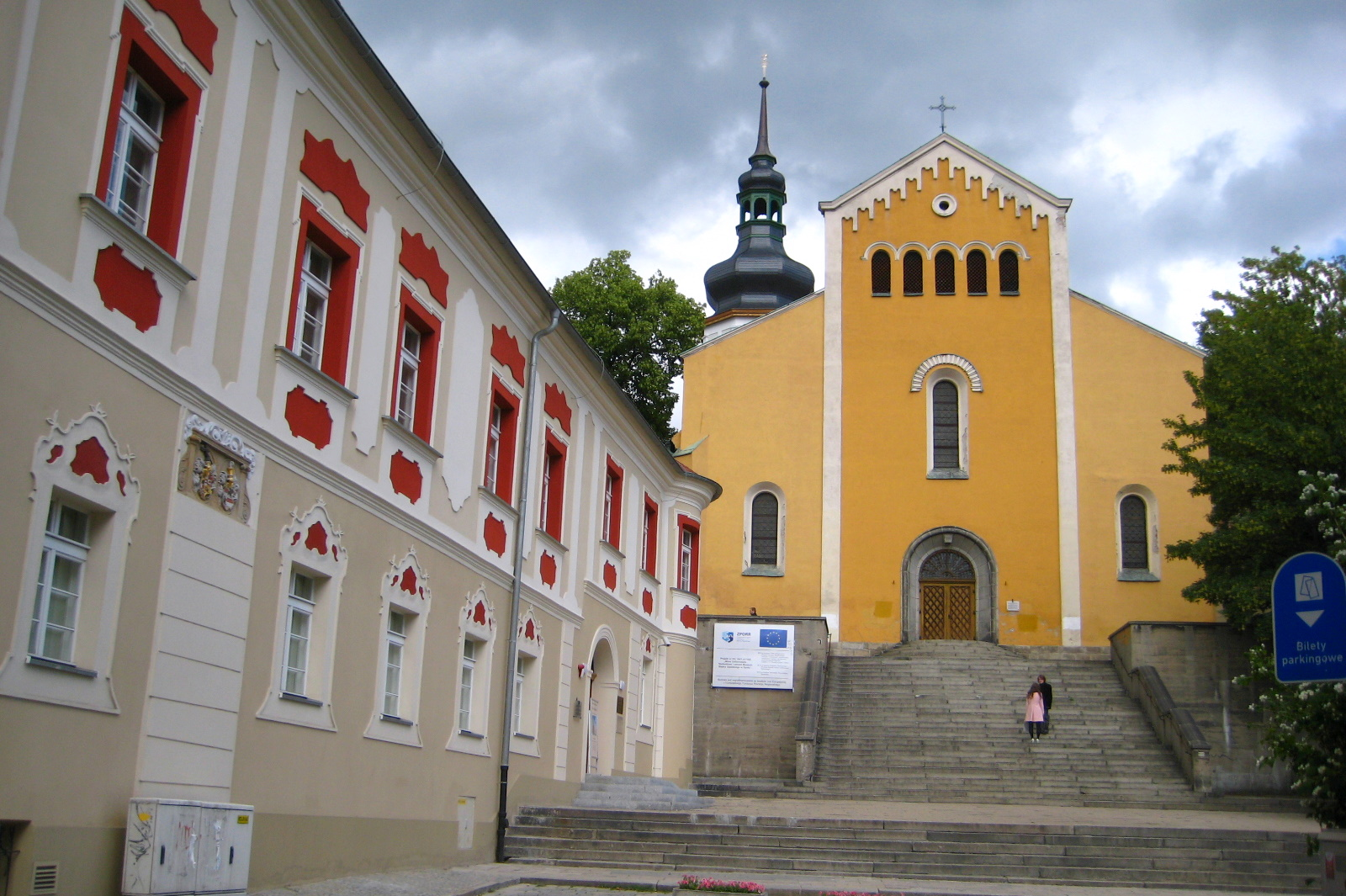
Kościół „na górce” (pw. Matki Boskiej Bolesnej i św. Wojciecha)

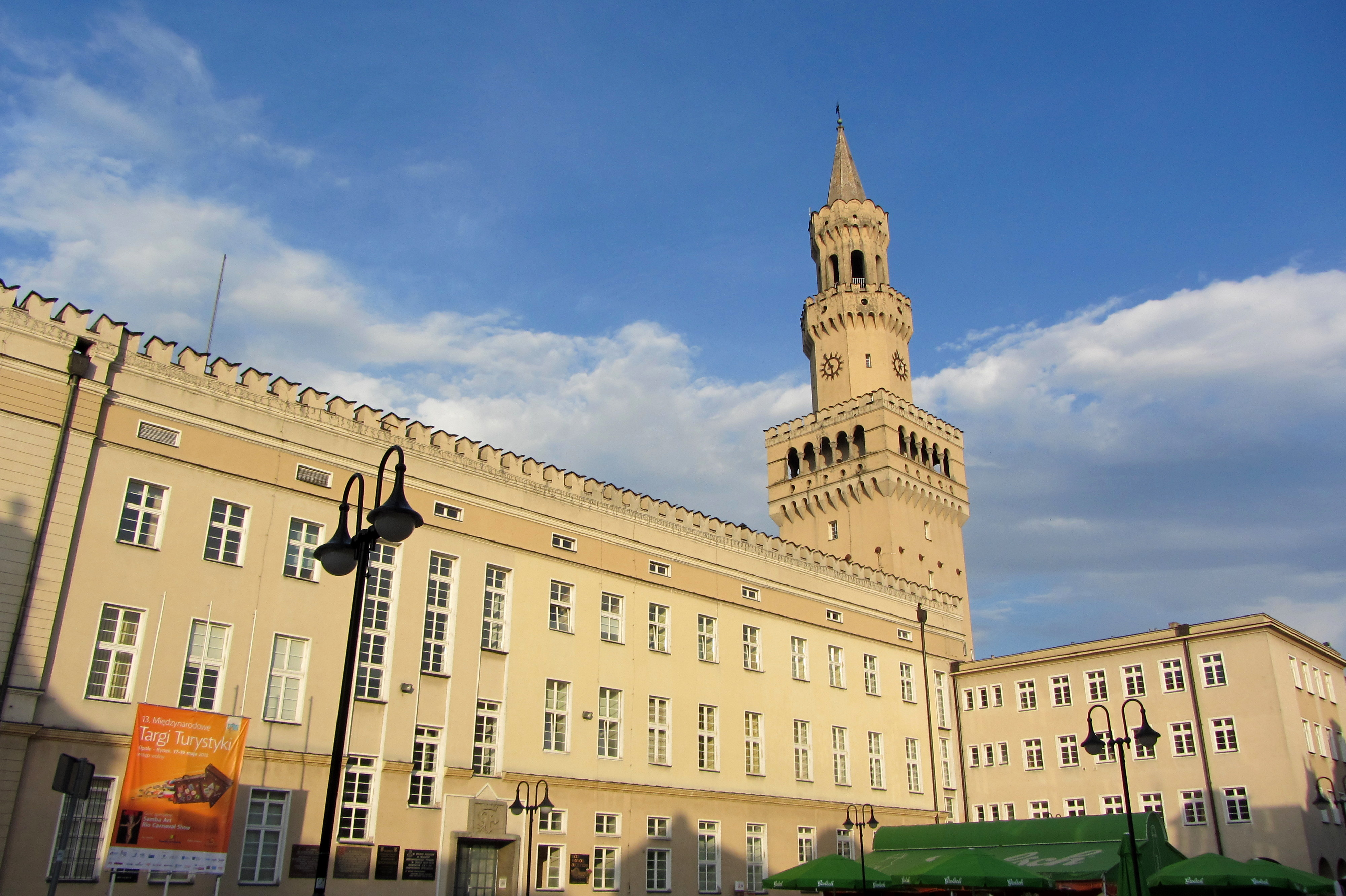
Ratusz w Opolu

- 990 – Śląsk, wraz z Opolem, zostaje przyłączony do Polski przez Mieszka I[1].
- 1039 – najazd księcia czeskiego Brzetysława I na Śląsk – Opole na 11 lat pod panowaniem czeskim.
- 1050 – Kazimierz I Odnowiciel odzyskuje Śląsk z Opolem.
- 1138 – na mocy testamentu Bolesława III Krzywoustego Śląsk zostaje przyznany jako dziedziczna dzielnica najstarszemu synowi księcia, Władysławowi II Wygnańcowi, który dał początek linii Piastów śląskich.
- 1179 – Śląsk podzielony zostaje na 3 dzielnice, m.in. wyodrębnione zostaje księstwo opolskie, którego pierwszym władcą zostaje książę Jarosław opolski.
- 1211–1230 – w Opolu rządy sprawuje Kazimierz I opolski, który jako pierwszy tytułuje się księciem opolskim.
- Przed 1217 – lokacja miasta.
- 1220 – Kazimierz I opolski rozpoczyna budowę zamku książęcego na Ostrówku (zakończona w 1289 przez Bolka I opolskiego).
- 1230 – w ramach diecezji wrocławskiej powstaje archidiakonat opolski
- 1234 – założenie klasztoru o.o. franciszkanów.
- 1241 – I najazd mongolski na Polskę, oblężenie Opola i spalenie podgrodzia za rządów Mieszka II Otyłego.
- 1281 – po śmierci księcia Władysława opolskiego następuje podział księstwa opolskiego na mniejsze dzielnice. Opole dostaje się we władanie Bolka I opolskiego (1281–1313).
- 1289–1291 – synowie Władysława opolskiego, władający w poszczególnych częściach Górnego Śląska, zostają lennikami Wacława II.
- 1295 – zbudowany zostaje klasztor dominikanów („na górce”).
- 1352 – wzniesiony zostaje opolski ratusz.
- 1395 – oblężenie Opola przez wojska króla Władysława II Jagiełły, jako odpowiedź na antypolskie intrygi ks. Władysława Opolczyka. Władzę w Opolu obejmują Bolko IV opolski oraz Bernard niemodliński.

### XV – XVII wiek

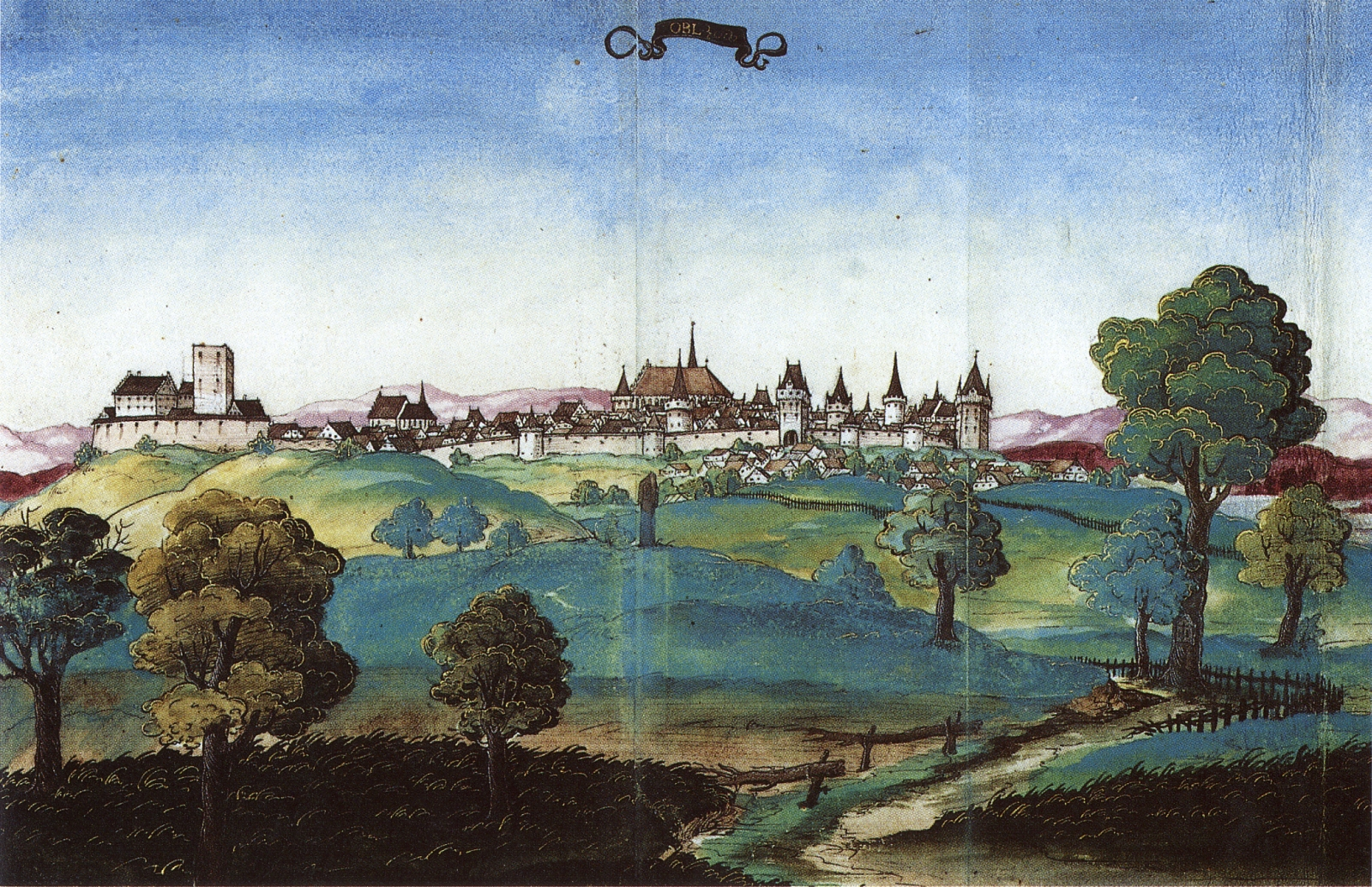
Najstarszy znany widok ogólny miasta Opola, widok z południowego wschodu (1535 r.) „Historyczne Widoki z czterech stuleci” Wilhelm Gottlieb Korn (oryginalny obraz znajduje się w Bibliotece Uniwersyteckiej w Würzburgu) (Niemcy)

- 1474 – oblężenie Opola przez wojska polskiego króla Kazimierza IV Jagiellończyka, za poparcie udzielone przez Mikołaja I opolskiego królowi węgierskiemu Maciejowi Korwinowi.
- 1526 – Opole i Śląsk wchodzą w skład państwa – Monarchii Habsburgów.
- 1532 – umiera Jan II Dobry, ostatni książę opolski z dynastii Piastów.
- 1532–1552 – tytułem zastawu miasto dostaje się we władanie Jerzego Hohenzollerna-Ansbacha.
- 1552–1556 – królowa węgierska Izabela Jagiellonka (córka króla polskiego Zygmunta I Starego i Bony Sforzy) zostaje nową władczynią Opola, jako lenniczka cesarza Ferdynanda I Habsburga.
- 1565 – wypędzenie ludności żydowskiej z miasta[2].
- 1600 – wielka powódź, Odra przenosi swój nurt na zachodni brzeg Pasieki.
- 1615 – pożar zniszczył dużą część miasta.
- 1632 – zdobycie Opola przez oddziały saskie i szwedzkie. Okupacja trwała 2 lata i kosztowała miasto blisko 10 tys. florenów.
- 1645 – Opole wraz z całym księstwem opolsko-raciborskim przechodzi, tytułem zastawu, we władanie polskiej dynastii Wazów.
- 1655 – Król Polski Jan II Kazimierz Waza wraz z całym dworem przybywa do Opola, chroniąc się przed najazdem szwedzkim na Rzeczpospolitą. Po otrzymaniu wieści o przełomowym zwycięstwie pod Krosnem (7 grudnia 1655 r.), król wyruszył 18 grudnia 1655 r. z Opola przez Śląsk, Lubowlę (27 grudnia), Biecz, Nowy Żmigród, Duklę i 3 stycznia 1656 r. przybył do Krosna.
- 1666 – po spłaceniu sum zastawnych Habsburgowie przejmują ponownie Opole i księstwo opolsko-raciborskie.

### XVIII – XIX wiek

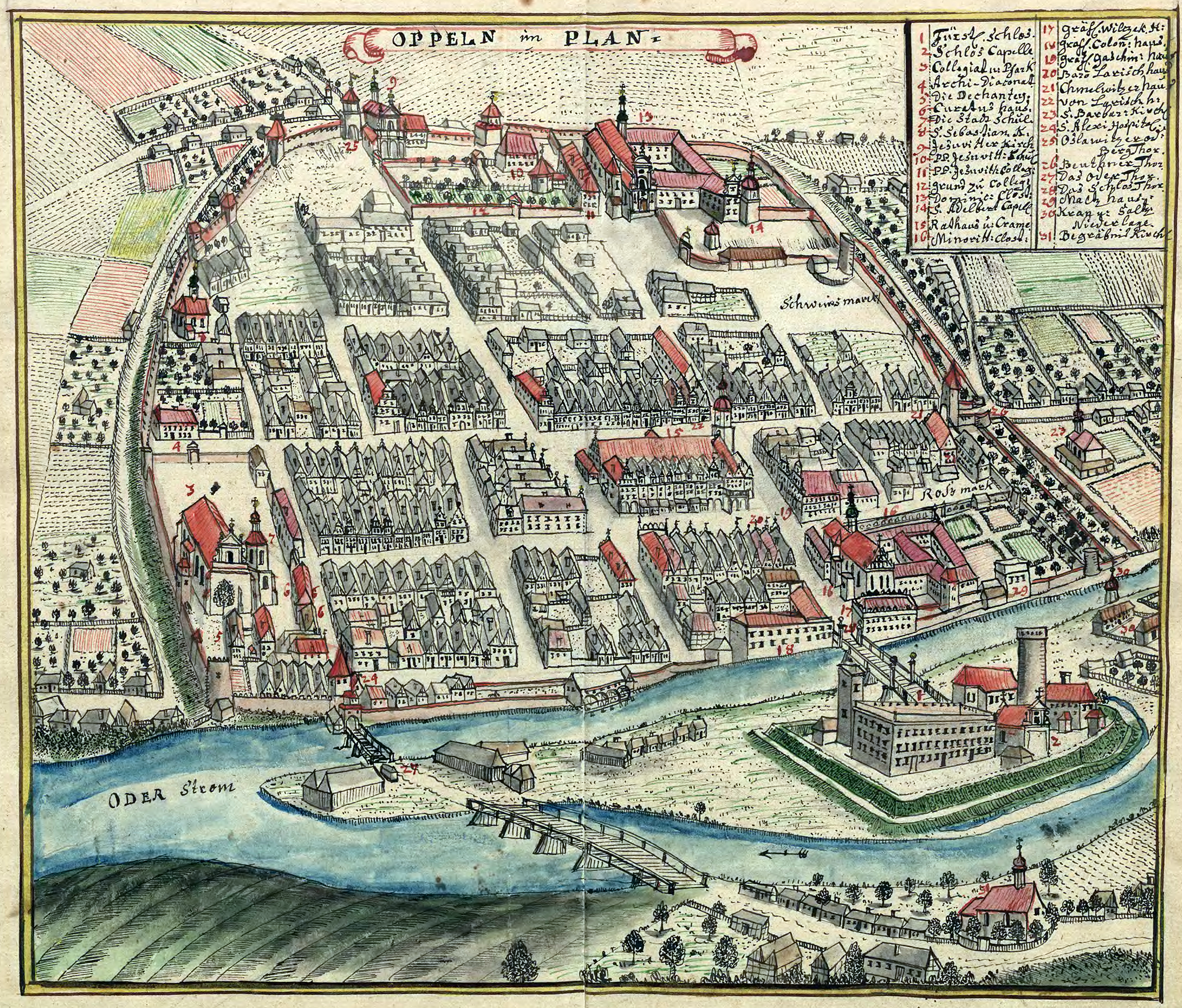
Opole XVIII wiek. Autor Friedrich Bernhard Werner.

- 1741 – W wyniku wybuchu trzech wojen śląskich pomiędzy państwem Habsburgów oraz Królestwem Prus do Opola wkroczyły wojska pruskie. Po pokoju wrocławskim w lipcu 1742 roku, kończącym I wojnę śląską, miasto wraz ze Śląskiem znalazło się w granicach Prus.
  - po niespełna dwustu latach przerwy pierwsza rodzina żydowska osiedla się w mieście[2].
- 1756–1763 – w czasie wojny siedmioletniej miasto zdobywali dwukrotnie Austriacy (1757, 1762) i Rosjanie (1761). Pokój w Hubertsburgu pozostawił Opole pod panowaniem pruskim, kolejna zmiana przynależności państwowej Opola i Górnego Śląska.
- 1800 – założenie drukarni polskiej.
- 1807 – podczas wojen napoleońskich wkraczają do miasta sprzymierzeńcy Francuzów – Bawarczycy, a później załoga francuska (opuściła Opole w lipcu 1808 roku).
- 1812 – powstaje samodzielna gmina żydowska[2], która w 1821 zakłada pierwszy żydowski cmentarz.
- 1818 – Opole zostaje stolicą rejencji opolskiej, jednostki administracyjnej, obejmującej cały pruski Górny Śląsk. W mieście powstaje urząd rejencji (niem. Regierungsbezirk Oppeln), jeden z 4 w prowincji śląskiej[3].
- 1824 – powstanie pierwszej biblioteki publicznej.
- 1827 – oświetlenie po raz pierwszy ulic Opola 17 latarniami.
- 1828 – zaczęła ukazywać się urzędowa gazeta miejska „Stadtblatt für Oppeln”, przemianowana później na „Oppelner Stadtblatt”.
- 1843 – do Opola dotarła pierwsza na Śląsku linia kolejowa z Wrocławia.
- 1849–1850 – ks. Bernard Bogedain wydaje polskojęzyczną „Gazetę miejską dla Górnego Śląska”.
- 1862 – zbudowana zostaje gazownia miejska, dzięki której Opole zostaje niebawem oświetlone przez 140 gazowych latarni ulicznych.
- 1864 – ukazuje się najstarszy periodyk niemiecki w Opolu, początkowo jako „Wochenblatt für Stadt und Land”, od 1890 r. jako dziennik „Oppelner Zeitung”.
- 1881 – od września – Jan Kasprowicz uczęszczał przez 1 semestr do gimnazjum w Opolu. Wielokrotnie odwiedzał też polską gospodę „Harenda” w Czarnowąsach.
- 1890 – Bronisław Koraszewski rozpoczyna wydawanie „Gazety Opolskiej” (była wydawana do 1922 roku).
- 1897 – otwarty zostaje Bank ludowy, polska placówka spółdzielcza.
- 1899 – Zakrzów zostaje przyłączony w granice miejskie Opola. Opole zostaje siedzibą odrębnego powiatu miejskiego.

### XX wiek
- 1908 – założono Towarzystwo Łyżwiarskie (Eislaufverein).
- 1909
  - oddany zostaje do użytku dworzec kolejowy Opole-Wschód (Oppeln Ost).
  - przy Stawie Zamkowym powstaje Domek Lodowy, siedziba Towarzystwa Łyżwiarskiego.
- 1910 – Wyspa Bolko zostaje zakupiona na potrzeby miasta.
- 1911
  - Przed głównym gmachem poczty staje pomnik Ottona von Bismarcka.
  - Franciszek Ksawery Kurpierz rozpoczyna wydawanie gazety „Nowiny”, od 1922 r. ukazującej się jako „Nowiny Codzienne”.
- 1912  – założono klub wioślarski Ruder-Verein Oppeln.
- 1913 – zostaje otwarty port rzeczny w Zakrzowie.
- 1914–1918 – żołnierze z 4. Górnośląskiego Pułku Piechoty nr 63 (4. Oberschlesisches Infanterie-Regiment Nr. 63) walczą na wszystkich frontach Wielkiej Wojny: w Lotaryngii, Szampanii, Flandrii, na wschodzie w okolicach Dyneburga, w Tyrolu Południowym, nad Piawą.
- 1918 – początek tzw. rewolucji listopadowej; po manifestacji na Rynku utworzona zostaje rada garnizonowa i rada robotnicza (przekształcona później w Radę Ludową). Obok nich powstały też polskie rady ludowe, nieuznane przez Centralną Radę Ludową we Wrocławiu.
- 1920
  - w mieście z inicjatywy Szymona Koszyka powstało Towarzystwo Skautów Opolskich, które podporządkowało się wkrótce Związkowi Harcerstwa Polskiego w Niemczech. W 33 regionalnych kołach m.in. w Grudzicach, Gosławicach, Szczedrzyku organizacja skupiała kilkuset członków. Działała do 1939 roku[4].
  - do Opola, w związku z przygotowaniami do plebiscytu górnośląskiego, przybywa Międzysojusznicza Komisja Rządząca i Plebiscytowa w składzie: gen. Henri Le Rond (przewodniczący), płk Harold Percival i gen. Andreo de Marinis.
  - od 1 kwietnia 1920 do 1922 roku w budynku Banku Rolników przy dzisiejszej ul. Książąt Opolskich działał Konsulat Generalny Rzeczypospolitej Polskiej.

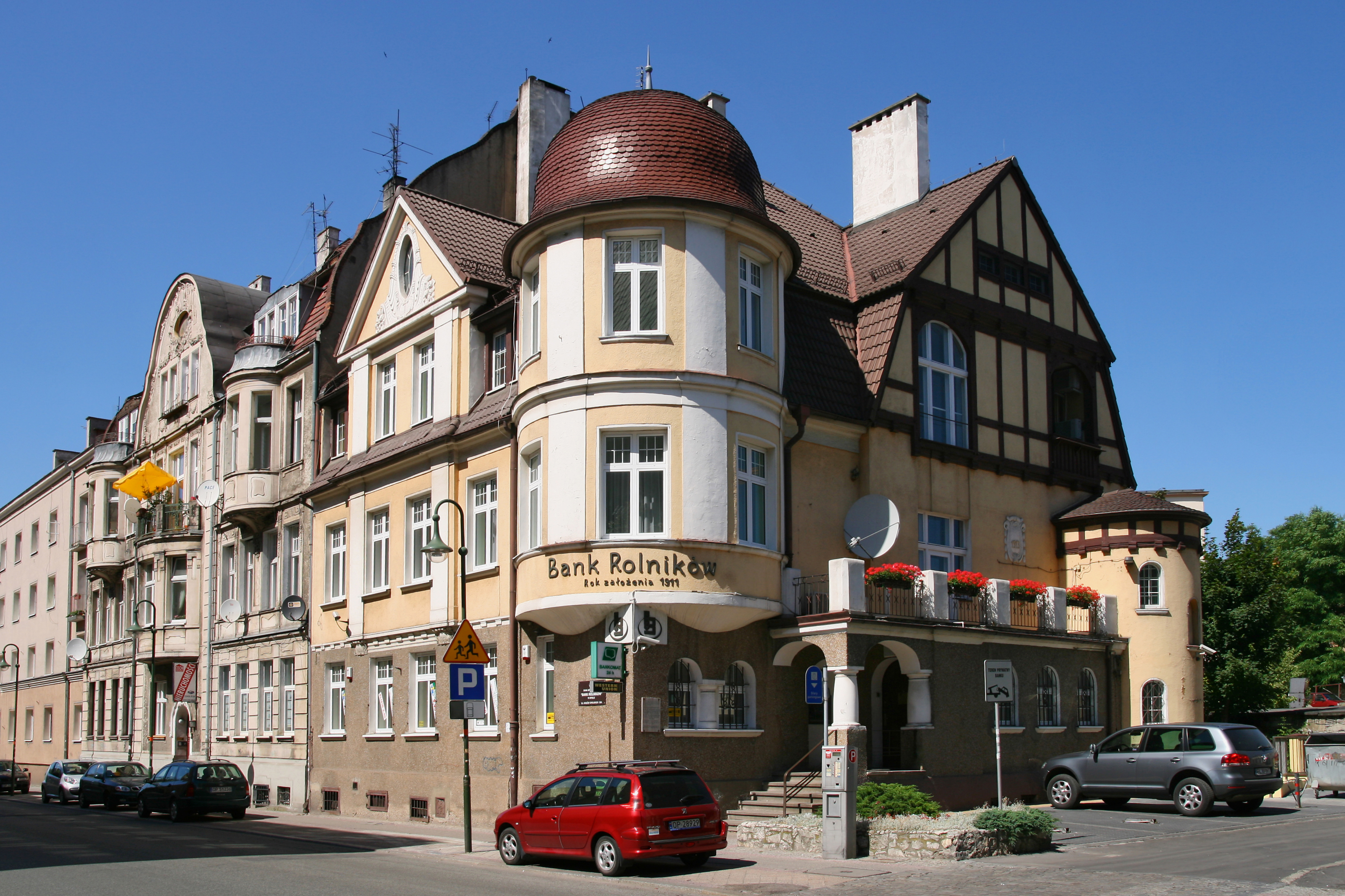
Bank Rolników – dawny Konsulat Generalny Rzeczypospolitej Polskiej

- - 25 kwietnia odbyła się wielka manifestacja ludności polskiej na Zaodrzu przeciw antypolskiej działalności administracji i policji niemieckiej, w której ludność domagała się rozwiązania Sipo. Demonstracja została spacyfikowana przez niemieckie bojówki[5].
  - 28 kwietnia do Opola przybył Wojciech Korfanty co spowodowało kolejne antypolskie rozruchy w mieście. Niemieckie bojówki zerwały godło państwowe z gmachu konsulatu RP, zaatakowały drukarnię „Gazety Opolskiej”. Do akcji weszły francuskie wojska, które ochroniły przed zniszczeniem siedzibę założonego przez Bronisława Koraszewskiego opolskiego oddziału Banku Ludowego[5].
- 1921 – plebiscyt na Górnym Śląsku – w Opolu za przyłączeniem do Polski głosuje 1098 osób, za pozostaniem w Niemczech – 20 816; wśród głosujących było 25% tzw. emigrantów plebiscytowych (ściągniętych na tereny plebiscytowe w celu podniesienia końcowego rezultatu[6]; wniosek o prawo głosu dla emigrantów złożyła Polska, ale w praktyce znaczna większość z nich głosowała na Niemcy). Walki III powstania śląskiego nie toczyły się w okolicy miasta. Po decyzji Rady Ambasadorów i podziale obszaru plebiscytowego Opole pozostaje w granicach Rzeszy Niemieckiej.
- 1922 – powrót niemieckiej administracji i garnizonu wojskowego. Opole zostaje siedzibą władz rejencji i zarazem prowincji górnośląskiej (do 1938 roku).
- W latach 1923–1933 obowiązki landrata pełni Michael Graf von Matuschka – ostatni nienazistowski starosta Opola, oskarżony później o udział w zamachu na Hitlera.
- 1928 – zburzenie Zamku Piastowskiego na Pasiece; pozostaje tylko wieża.
  - wskutek emigracji do Palestyny społeczność żydowska w Opolu liczy jedynie 430 osób (w 1922 mieszkało w mieście około tysiąca Żydów)[2].
- 28 kwietnia 1929 – do Opola po raz pierwszy przyjechał polski teatr (Teatr Polski z Katowic) – w sali ratusza wystawił operę Stanisława Moniuszki Halka. Po przedstawieniu aktorzy zostali bestialsko pobici przez niemieckie bojówki[7][8][9][10][11].
- 1931 – do Opola przeniesiony zostaje z Bytomia Konsulat Generalny Rzeczypospolitej Polskiej, zlokalizowany w budynku przy dzisiejszej ul. Konsularnej.
- 1936 – w obszar Opola włączone zostają Szczepanowice[12] i Półwieś.
- 1938 – w czasie nocy kryształowej bojówki hitlerowskie zmuszają rabina Nowej Synagogi przy Hafenstrasse (dzisiejszej ul. Piastowskiej) do rozlania benzyny wewnątrz świątyni i podpalenia jej. Zniszczono także 13 żydowskich sklepów, a ich rodziny pobito, po czym nałożono na nich karne kontrybucje. Rozpoczęła się emigracja pozostałej ludności żydowskiej z miasta (głównie do Stanów Zjednoczonych).
- 1939 – Opole staje się miejscem koncentracji sił 10 Armii Niemieckiej i kwatery jej dowództwa. Aresztowanie aktywistów Związku Polaków w Niemczech. Transporty aresztowanych Polaków z Dworca Głównego do obozów koncentracyjnych Buchenwald i Ravensbrück.
- 1939–1945 – w czasie II wojny światowej w Opolu funkcjonują obozy pracy przymusowej i oddziały robocze jeńców wojennych. Liczba mieszkańców wzrasta do ok. 60 tysięcy wskutek napływu migrujących ludzi z bombardowanych rejonów III Rzeszy.
- 1942–1943 – Żydzi z Opola i okolic, którzy nie zdążyli wyemigrować przed wojną, zostają deportowani do Terezina (KL Theresienstadt) oraz Brzezinki (KL Birkenau)[2].
- 1944 – Opole ogłoszone zostaje miastem-twierdzą (niem. Festung Oppeln) w związku z krytyczną sytuacją Wehrmachtu na froncie wschodnim i przygotowaniami do obrony na linii Odry. Dowódcą twierdzy zostaje hrabia von Pfeil.
  - 18 grudnia – bombardowanie miasta przez lotnictwo amerykańskie. Celem był dworzec główny (bomby spadły na pola Zaodrza) oraz mosty. Przeprawy nad Odrą ocalały, bomby spadły na budynki na dzisiejszym placu Józefa Piłsudskiego, budynek sądu oraz hotel przy dzisiejszej ulicy Marii Konopnickiej, w którym odbywało się wesele[13].

- 1945

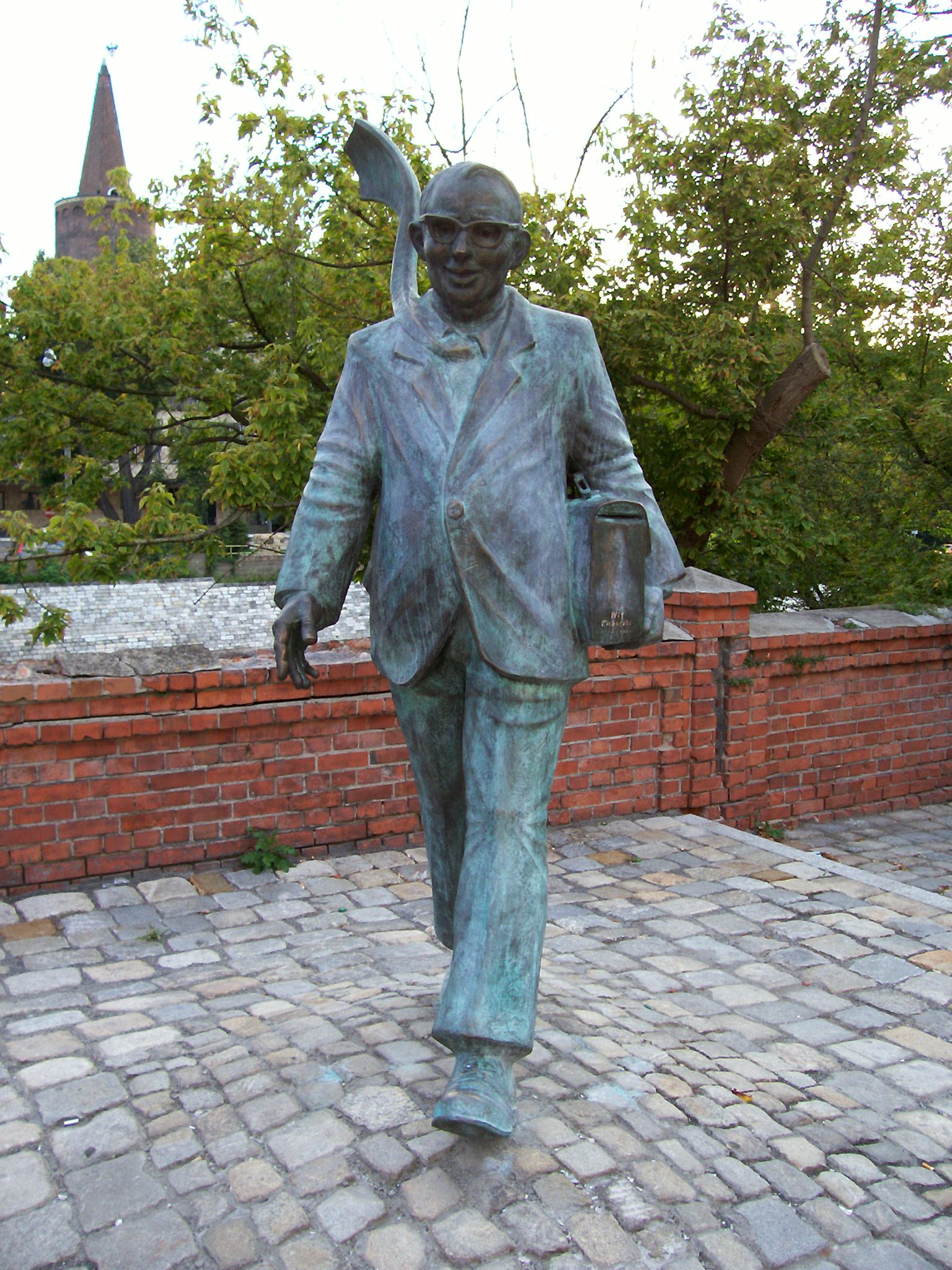
Pomnik Karola Musioła

  - 17 stycznia – komunikaty nadawane w opolskim radiu nakazują ewakuację kobiet, dzieci i chorych.
  - 20 stycznia – nakaz ewakuacji dla wszystkich mieszkańców. Z dzisiejszego placu Mikołaja Kopernika autobusami odwożono ich na dworzec w Groszowicach, skąd pociągami uciekali w stronę Kłodzka. Pieszo ewakuowano w tę samą stronę więźniów oraz robotników przymusowych z 26 istniejących obozów pracy. W ciągu 4 dni miasto opuściło 58 tys. osób.
  - 21/22 stycznia – generał von Pfeil, wobec niemożności utrzymania Opola, popełnia samobójstwo. Dowództwo nad załogą Festung Oppeln, liczącą jedynie 10 tys. obrońców (w tym oddział polskich granatowych policjantów, wycofujących się z Generalnego Gubernatorstwa), przejmuje generał Fritz Gräser. Anuluje on rozkaz obrony miasta do ostatniego żołnierza i nakazuje wycofać się za Odrę, na nową linię obrony[14].
  - 24 stycznia – zdobycie prawobrzeżnego Opola przez oddziały 6 Korpusu Pancernego Gwardii 3 Armii Pancernej Gwardii, 15 Dywizji Piechoty Gwardii i 118 Dywizji Piechoty 34 Korpusu Piechoty Gwardii 5 Armii Gwardii oraz 120 Dywizji Piechoty 21 Armii ze składu 1 Frontu Ukraińskiego Armii Czerwonej. Podczas walk ginie 218 żołnierzy radzieckich[15]. Dochodzi do gwałtów i mordów, głównie na terenach dzisiejszych przedmieść (w prawobrzeżnej części miasta pozostało zaledwie 300–600 mieszkańców)[16].
  - 13 lutego – w podopolskich wsiach (m.in. Kolonia Gosławicka, obecnie dzielnica Opola) rozpoczyna się deportacja miejscowej ludności do obozów pracy w Związku Radzieckim[17].
  - Lewobrzeżna część Opola zostaje obszarem umocnionym pod dowództwem mjra Matthiasa Wensauera. Niemcom udaje się utrzymać tę pozycję do marca.
  - Radziecka komendantura wojenna przekazuje władzę polskiej administracji. Do Opola przybywają pierwsze transporty przymusowych polskich wysiedleńców zza Buga[18], udział Kresowian w rewitalizacji miasta. Rozpoczyna działalność Gimnazjum i Liceum Ogólnokształcące im. Mikołaja Kopernika. Opole po raz kolejny zmienia przynależność państwową razem z zachodnim Śląskiem. Po 610 latach przynależności do państw Świętego Cesarstwa Rzymskiego Narodu Niemieckiego i postcesarskich, ponownie zostaje włączone w granice państwa polskiego.
- 8 kwietnia 1946 – odbył się wiec PSL z udziałem Stanisława Mikołajczyka. Zgromadzenie zostało rozpędzono przez UB.
- 6 kwietnia 1945 Ministerstwo Bezpieczeństwa Publicznego utworzyło Centralne Obozy Pracy. Obozy MBP nr 146, 147 i 148, powstałe w Opolu miał status obozów przejściowych, następnie zostały przekształcone w obozy pracy. Przetrzymywano w nich Ślązaków i Niemców oraz byłych członków SS. Do obozu trafiali także powracający do Polski żołnierze armii Andersa, którzy wstąpili do niej po dezercji z Wehrmachtu, do którego wcielono ich wcześniej w ramach volkslisty[19].
- 15 września 1946 – Dożynki Śląskie w Opolu z udziałem prezydenta Bolesława Bieruta, wicepremiera i ministra Ziem Odzyskanych Władysława Gomułki oraz wojewody śląsko-dąbrowskiego Aleksandra Zawadzkiego. Z całego kraju przybywa ok. 300 tysięcy delegatów.
- jesień 1946 – powstało Koło Akademików Opolan w Poznaniu – jedyne w tym czasie stowarzyszenie opolskich studentów studiujących na wyższych uczelniach Polski, władze zakazały utworzenia oddziałów tej organizacji we Wrocławiu, Krakowie i innych miastach[20]
- 1947 – Otwarcie Miejskiej Biblioteki Publicznej. Powołanie Komitetu Badań Prehistorycznych (w maju 1955 r. przekształconego w Opolskie Towarzystwo Przyjaciół Nauk).
- 9 maja 1948 – w Opolu otwarto Gimnazjum i Liceum Repolonizacyjne.
- 1949
  - Przekazanie do użytku odremontowanego budynku teatru przy ul. 24 Marca (obecnie ul. Wolfganga Amadeusza Mozarta). Przy dużej scenie PTZO powstaje Teatr lalek.
  - Odbudowa dawnego szpitala św. Wojciecha przy pl. Armii Czerwonej (obecnie pl. Mikołaja Kopernika).
- 1950 – powstaje województwo opolskie.
- 1951 - 22 lipca - uruchomienie cementowni "Odra"[21]
- 1952
  - Powołanie do życia Opolskiej Orkiestry Symfonicznej (we wrześniu 1972 r. przemianowana na Filharmonię Opolską im. Józefa Elsnera) i Zespołu Pieśni i Tańca „Opole”.
  - 1 stycznia – ukazał się pierwszy numer Trybuny Opolskiej – wówczas organ PZPR.
  - 18 czerwca – otwarto ekspozyturę Polskiego Radia w Opolu.
  - 22 lipca – otwarto Wojewódzki Dom Kultury.
- 26 lipca 1953 – zmarł w Opolu wybitny pisarz i redaktor – autor pracy „Na Śląsku Opolskim”, Stanisław Wasylewski.
- 1 października 1954 – inauguracja roku akademickiego w przeniesionej z Wrocławia do Opola Wyższej Szkole Pedagogicznej.
- 16 sierpnia 1955 – utworzono Związek Literatów Polskich Oddział opolski, na czele którego stanął Rafał Urban z Głogówka.
- 1956 – rozpoczyna pracę Rozgłośnia Polskiego Radia w Opolu.
- 1960 – zorganizowana zostaje I Wiosna Opolska – Festiwal Artystyczny Ziem Zachodnich i Północnych.
- 1961
  - Kolonia Gosławicka zostaje włączona w granice Opola.
  - 26 maja – do Opola przybył pierwszy pociąg elektryczny.
- 1963

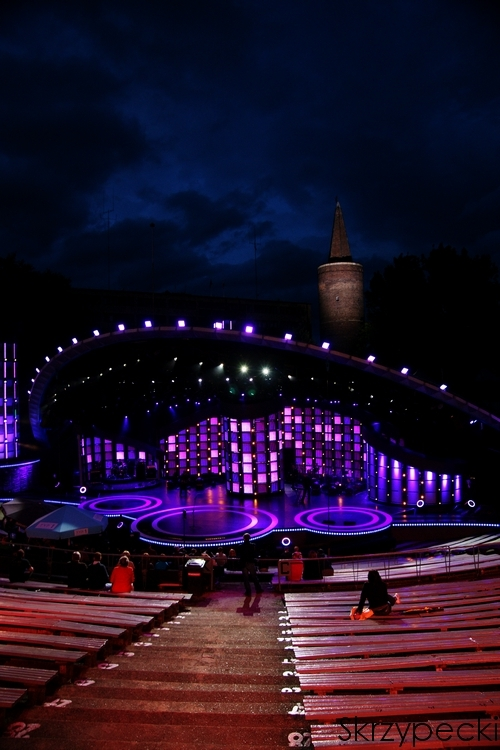
Amfiteatr i Wieża Piastowska

- - Zorganizowany zostaje I Krajowy Festiwal Piosenki Polskiej.
  - 2 maja – otwarto krytą pływalnię.
- 1964 – rozpoczyna działalność Muzeum Martyrologii Jeńców Wojennych w Łambinowicach, z siedzibą dyrekcji w Opolu.
- 1968
  - Marzec – studenci opolskiej WSP zorganizowali akcję ulotkową na obszarze miasta oraz jednodniowy strajk w proteście przeciw represjom, jakie dotknęły krakowskie i warszawskie środowisko akademickie. W odwecie, powołana przez władze partyjne komisja usunęła z opolskiej uczelni kilkudziesięciu studentów i pracowników. Ze stanowiska rektora został także usunięty broniący studentów prof. Maurycy Horn.
  - 20 lipca, podczas uroczystej sesji wojewódzkiej i miejskiej rady narodowej, dokonano otwarcia nowej hali widowiskowo-sportowej – „Okrąglaka”.
- 1970
  - Ukazał się pierwszy numer miesięcznika kulturalnego „Opole”, redaktorem pisma był Edward Pochroń.
  - 23 września – w Opolu-Bierkowicach otwarto Muzeum Wsi Opolskiej.
  - 14 listopada – powołano Opolskie Towarzystwo Kulturalno-Oświatowe.
- 1971 – Bracia Kowalczykowie podłożyli ładunek wybuchowy w auli Wyższej Szkoły Pedagogicznej w Opolu. Zniszczeniu uległa aula WSP oraz magazyny biblioteczne.
- 1975
  - Styczeń – otwarcie Teatru im. Jana Kochanowskiego.
  - 10–20 maja – I Opolskie Konfrontacje Teatralne – Klasyka Polska.
- 1976
- 27 maja – na zebraniu przedstawicieli Opolskiej Spółdzielni Mieszkaniowej Przyszłość podjęto uchwałę powołującą Osiedle im. Związku Walki Młodych. Rozpoczyna się budowa największego opolskiego osiedla mieszkaniowego.
- 23 września – zmarł bp ordynariusz opolski Franciszek Jop – nowym biskupem został Alfons Nossol.
- 1980
  - Strajki ostrzegawcze opolskich załóg pracowniczych, m.in. w FSD w Nysie, Elektrowni Opole, Zakładach Koksowniczych w Zdzieszowicach.
  - 29 września – spotkanie I sekretarza KW PZPR Józefa Masnego z działaczami MKZ NSZZ „Solidarność”.
- 1981
  - Czerwiec – powstało Opolskie Towarzystwo Jazzowe na czele z Tadeuszem Pabisiakiem.
  - 15 czerwca – W opolskim amfiteatrze zorganizowane zostaje spotkanie przewodniczącego NSZZ „Solidarność” Lecha Wałęsy z mieszkańcami Opolszczyzny.
  - Listopad/grudzień w opolskich uczelniach WSP i WSI wybucha strajk studentów związanych z NZS oraz pracowników działaczy „Solidarności”. Trwający ponad 20 dni strajk akademików był najdłuższą tego typu akcją protestacyjną przeprowadzoną w 1981 r. na Opolszczyźnie.
- 1990 – ukazuje się pierwszy numer „Gazety Opolskiej”, której redaktorem naczelnym zostaje Edward Pochroń.
- 1992 – w Opolu otwarty został Wicekonsulat RFN.
- 1994 – powstaje Uniwersytet Opolski z połączenia dawnej Wyższej Szkoły Pedagogicznej im. Powstańców Śląskich oraz Instytutu Teologicznego - Filii KUL w Nysie.
- 1997
  - 6 maja – w budynku przy ul. Juliusza Słowackiego otwarte zostaje Centrum Rehabilitacji dla Dzieci z Porażeniem Mózgowym.
  - 10 lipca – Opole oraz wiele miast i wsi Opolszczyzny dotyka katastrofalna, tragiczna w skutkach powódź.
  - 1 sierpnia – rozpoczyna działalność Wojewódzkie Centrum Medyczne w nowych obiektach przy ulicy Aleja Wincentego Witosa.
  - W opolskiej katedrze zamontowane zostają 4,5-tonowe drzwi, wyrzeźbione w brązie przez opolskiego artystę Adolfa Panitza.
  - Opole nawiedza wielka powódź
- 1998
  - 11 stycznia – w obronie zachowania Opolskiego na mapie administracyjnej Polski z inicjatywy lokalnych elit samorządowych utworzony zostaje Obywatelski Komitet Obrony Opolszczyzny (OKOOP).
  - 11 marca – kilka tysięcy Opolan manifestuje pod pomnikiem Bojownikom o Polskość Śląska Opolskiego przeciwko rządowym planom likwidacji województwa opolskiego oraz włączenia go do województwa śląskiego.
  - 16 maja – uroczystość przekazania Opolu Flagi Honorowej, przyznanej przez Radę Europy za wkład w działanie na rzecz integracji europejskiej.
  - 18 lipca – Sejm podejmuje uchwałę o nowym podziale administracyjnym Polski na 16 województw, z opolskim włącznie, które powiększone zostaje o Olesno i miejscowości wchodzące w skład powiatu oleskiego.
- 1999
  - 17 lutego – w laboratorium kryminalistycznym KWP w Opolu uruchomiono jedną z najnowocześniejszych w kraju pracowni badań genetycznych.
  - Na Targach „Investcity '99” w Poznaniu Opole zdobywa główne nagrody w dwóch (i jedynych) targowych konkursach: na najlepiej przygotowany udział w targach oraz najlepiej zaaranżowane stoisko.
  - Radni Sejmiku Wojewódzkiego wybrali herb ostatniego księcia piastowskiego Jana II Dobrego na herb województwa opolskiego.

### XXI wiek
- 2000

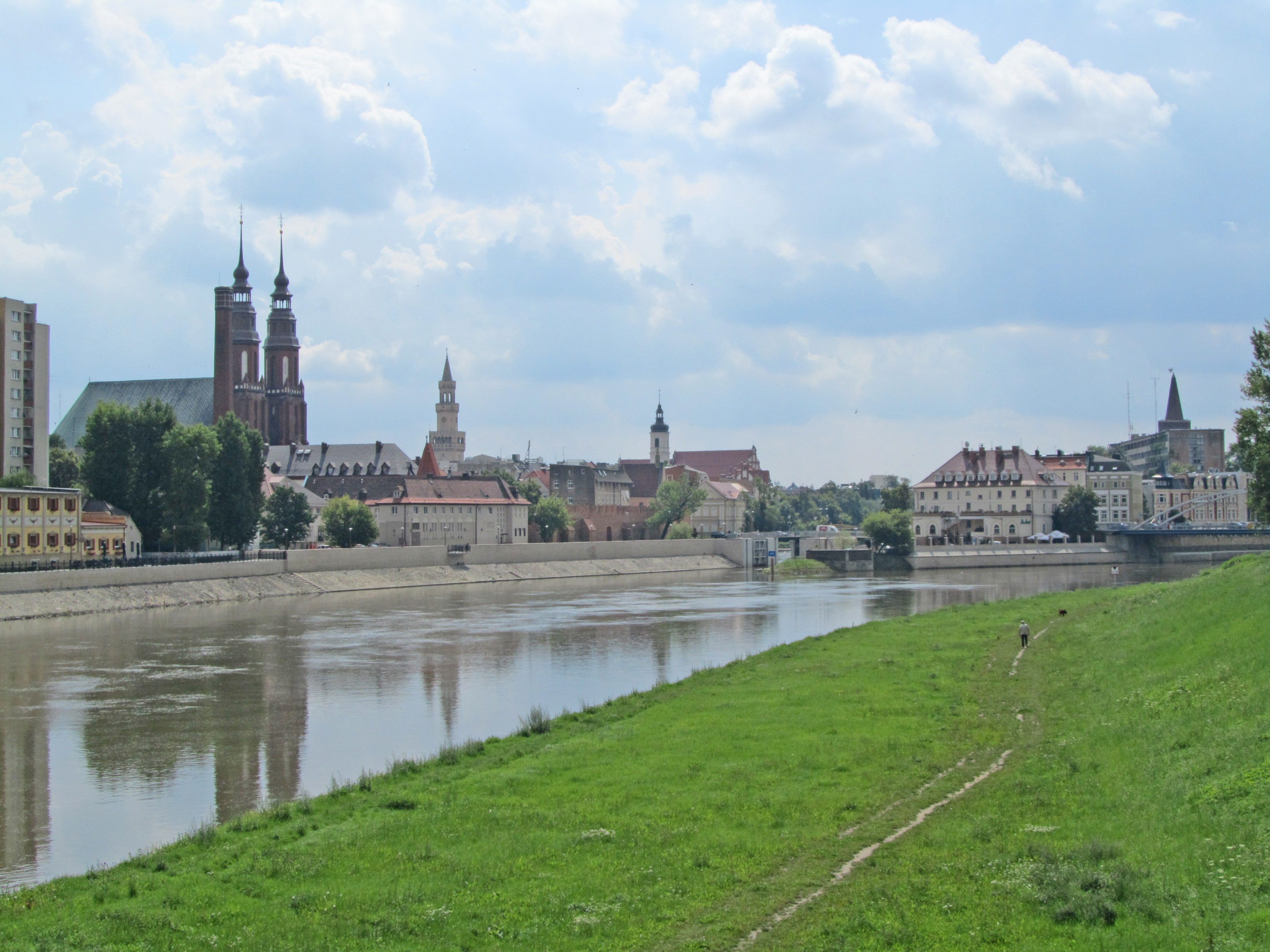
Panorama

- - Opole uhonorowane zostaje Plakietą Honorową Rady Europy, przyznaną przez Parlament Europejski za aktywność w podejmowaniu międzynarodowych kontaktów i propagowanie idei nowoczesnej Europy.
  - Po popowodziowym remoncie otwarty zostaje zabytkowy „Dom lodowy”, czyli budynek PTTK przy stawie przy ul. Norberta Barlickiego.
  - W rankingu miast o największym potencjale rozwojowym opracowanym przez Centrum Badań Regionalnych w Warszawie Opole trafia do ścisłej czołówki miast, plasując się za Sopotem, Poznaniem oraz Krakowem.
- 2004 – papież Jan Paweł II odebrał w Watykanie doktorat honoris causa Uniwersytetu Opolskiego.
- 2007
  - W Opolu powstała Podstrefa Wałbrzyskiej Specjalnej Strefy Ekonomicznej.
  - Czerwiec – Opole w rankingu miesięcznika „Forbes” zajęło 9. miejsce w kategorii miast najatrakcyjniejszych dla biznesu i 3. wśród miast najatrakcyjniejszych dla kapitału zagranicznego.
  - Opole zdobyło 1. miejsce pod względem pozyskanych środków europejskich w przeliczeniu na jednego mieszkańca w rankingu samorządowym opublikowanym 13 lipca przez „Rzeczpospolitą”.
- 2016 – konflikt wokół rozszerzenia granic administracyjnych Opola[22]
- 2017 – włączenie w granice administracyjne miasta 12 sołectw lub ich części z gmin: Dąbrowa, Dobrzeń Wielki, Komprachcice, Prószków.